# 花背蟾蜍
花背蟾蜍（学名：Strauchbufo raddei）为蟾蜍科花蟾属的两栖动物，俗名癞蛤蟆。在中国大陆，分布于河北、山西、黑龙江、辽宁、吉林、吉林、内蒙、山东、安徽、河南、陕西、甘肃、青海、宁夏、新疆等地，主要栖息于草石下或土洞里。该物种的模式产地在宁夏。

## 保护
本种于2023年被收录入《有重要生态、科学、社会价值的陆生野生动物名录》。